# بيتر كامينتسيند
بيتر كامينتسيند (بالألمانية: Peter Camenzind) رواية تربوية ألمانية وهي الأولى من تأليف الروائي هرمان هيسه، نُشرت للمرة الأولى في عام 1904. وهي تعد أول الأعمال الناجحة لهيسه حيث أنه لم ينشر قبلها سوى مجموعتان من القصائد لاقت استقبالاً سيئاً. في تلك الفترة الرواية أصبحت شعبية جداً في ألمانيا، وجلبت الشهرة لهيسه، ومكنته من العيش ككاتب، واعتبرها سيجموند فرويد من أفضل الروايات عنده. احتوت الرواية على عدد من المواضيع التي ستظهر في أعماله اللاحقة.

## الشخصيات
تتميّز بيتر كامينتسيند ببنية شخصيّة مركّبة تعكس التحوّل الداخليّ للبطل عبر مراحل النضج والتكوين. وتشكّل الشخصيات الأخرى في الرواية انعكاسات رمزيّة لنزاعاته الوجوديّة ومرآة لتقلّباته الشعوريّة.
بيتر كامينتسيند: الراوي والبطل، شاعر ريفيّ نشأ في قرية جبليّة. يتّصف بتركيب داخليّ متقلّب بين الحنين إلى الطفولة والطبيعة، والرغبة في الاندماج بالمدن والثقافة. يُعَد شخصيّته نموذجًا مبكرًا لـ«الذات الهسّية» الباحثة عن التحقّق الروحيّ في عالمٍ يفتقر إلى اليقين.
ريتشارد: طالب جامعي من أصول برجوازية، يُجسّد نمط الحياة المترفة والسطحيّة الأخلاقية. تشكّل علاقته مع بيتر اختبارًا لحقيقة الاندماج في الحداثة.
بيبو: موسيقي جوّال وعازف كمان يعيش في فقر مدقع، يمثّل الروح الإبداعيّة الصافية. وفاته تترك أثرًا نفسيًا عميقًا لدى البطل.
إليزابيث: شابّة ريفيّة تتّسم بالرقة والبساطة. تمثل نموذجًا للأنوثة المستقرة، لكنها لا تستطيع أن تشبع طموح بيتر الداخلي.
والد بيتر: رجل فلاح متديّن، يمثّل الجذر العائلي والروحي للبطل.

## الموضوعات
تستعرض الرواية طيفًا واسعًا من الموضوعات التي تشكّل بنية مشروع هِسّه الروحي والفكري:
الطبيعة: تُصوَّر الطبيعة كملاذ روحيّ وكمرآة للحالة الداخلية. تمثّل نوعًا من الانسجام الكوني الذي يفتقده الإنسان الحديث.
الفنّ والخلاص: يُطرح سؤال جوهري حول قدرة الفنّ على منح المعنى. يجد بيتر في الفن ملاذًا، لكنه يكتشف أن الفن وحده لا يكفي لإنقاذ الذات من العزلة.
الاغتراب والهوية: يعيش بيتر صراعًا بين الحنين إلى الماضي والرغبة في الانطلاق. الاغتراب الجغرافي والاجتماعي والنفسي يشكّل جوهر التجربة.
الموت: تلعب حوادث الموت – مثل وفاة الأم وبيبو – دورًا تحويليًا يدفع نحو النضج.
المكان: بين القرية والمدينة، الطبيعة والتمدّن، يتنقّل البطل في فضاءات تُجسّد صراعه الداخلي.

## الأسلوب والبنية السردية
تعتمد الرواية على أسلوب تأمّليّ، بضمير المتكلّم، يتيح للقارئ الدخول إلى أعماق البطل:
السرد الذاتي: الراوي هو بيتر نفسه، يسرد تجربته بنبرة استذكارية، تجمع بين الحنين والنقد.
اللغة بسيطة وشاعرية، تركز على الصورة والمجاز، وتعبّر عن المشاعر من خلال وصف الطبيعة.
البنية الزمنية دائرية، تبدأ الرواية وتنتهي بالقرية نفسها، في حركة رمزية نحو الاكتمال الداخلي.
الحوار محدود واقتصادي، ويعكس التوترات النفسية أكثر من نقل الأحداث.

## الاستقبال النقدي
حققت الرواية نجاحًا كبيرًا فور صدورها في ألمانيا، وبيعت منها عشرات آلاف النسخ خلال سنوات قليلة. تلقّاها القرّاء بوصفها صوتًا جديدًا يمثّل أزمة الجيل الحديث.
في الأوساط النقدية، انقسمت الآراء: رأى بعضهم في الرواية عملًا مثاليًا رومانسيًا، فيما أشاد بها كتّاب مثل توماس مان. واعتبر فرويد الرواية من بين المفضّلة لديه، ورأى فيها تمثيلًا لتحوّلات الذات النرجسية.
لاحقًا، عُدّت الرواية نصًا تأسيسيًا في مسيرة هِسّه، وأعادت دراسات عديدة قراءتها في ضوء التحليل النفسي والفلسفة الوجودية.

## الترجمات والتأثير الثقافي
لم تُترجم الرواية إلى الإنجليزية إلا عام 1961، بترجمة مايكل رولف، ولقيت اهتمامًا في الأوساط الأدبية، خاصة في الولايات المتحدة.
في فرنسا، تُرجمت عام 1943 لكنها لم تحظ بشهرة كبيرة حتى الستينيات. أما في العربية، فقد نُشرت أول ترجمة في الثمانينيات، وتُعد ترجمة كمال جعيدان (2003) الأبرز.
ترجمت الرواية إلى العديد من اللغات، من بينها الإيطالية، والإسبانية، والروسية، والصينية. كما أثّرت في عدد من الكتّاب الأوروبيين مثل ماكس فريش وبيتر هاندكه. وتُدرّس الرواية اليوم في مناهج الأدب الألماني، بوصفها نموذجًا لـرواية التكوين الألمانية.

## وصلات خارجية
| - بيتر كامينتسيند، على موقع أمازون. - بيتر كامينتسيند، على الفهرس العالمي. - بيتر كامينتسيند، على مكتبة جامعة هارفارد. - بيتر كامينتسيند، على مكتبة جامعة ميشيغان. | - بيتر كامينتسيند، على كتب جوجل. - بيتر كامينتسيند، على مشروع جوتنبرج. - بيتر كامينتسيند، على أرشيف الإنرتنت. - بيتر كامينتسيند، على جود ريدز. |  |